# Thomas Bryant
Thomas Jermaine Bryant (* 31. Juli 1997 in Rochester, New York) ist ein US-amerikanischer Basketballspieler. Der 2,08 Meter große Center steht seit Dezember 2024 bei den Indiana Pacers in der National Basketball Association (NBA) unter Vertrag.

## Karriere
Am 22. Juni 2017 wurde Bryant an 42. Stelle des NBA-Drafts von den Utah Jazz ausgewählt. Er wurde im Anschluss zusammen mit Josh Hart, der an 30. Stelle aufgerufen worden war, zu den Los Angeles Lakers transferiert. Am 30. Juli 2017 unterzeichnete er seinen ersten Vertrag bei den Lakers. Anschließend war er jedoch vor allem bei den South Bay Lakers in der NBA G-League im Einsatz, um Spielpraxis zu sammeln. Zur Saison 2018/19 wurde er von den Washington Wizards unter Vertrag genommen. Am 22. Dezember 2018 gelang es Bryant in einem Spiel gegen die Phoenix Suns, alle seine 14 Würfe aus dem Feld zu verwandeln, eine Leistung, die seit 1995 (Gary Payton) keinem Spieler in der NBA gelungen war.
Am 6. Juli 2022 unterschrieb Bryant einen Vertrag bei den Los Angeles Lakers, womit er nach knapp vier Jahren in Washington zu diesen zurückkehrte. Die Kalifornier gaben ihn im Februar 2023 im Rahmen eines Tauschhandels an die Denver Nuggets ab. Im weiteren Verlauf der Saison 2022/23 errang Bryant mit Denver die NBA-Meisterschaft.
Anfang Juli 2023 vermeldeten die Miami Heat seine Verpflichtung. Im Dezember 2024 wurde Bryant an die Indiana Pacers abgegeben.

## Karriere-Statistiken

### NBA

#### Hauptrunde
| Saison  | Team                | GP  | GS  | MPG  | FG % | 3P % | FT % | RPG | APG | SPG | BPG | PPG  |
| ------- | ------------------- | --- | --- | ---- | ---- | ---- | ---- | --- | --- | --- | --- | ---- |
| 2017–18 | L.A. Lakers         | 15  | 0   | 4.8  | .381 | .100 | .556 | 1.1 | 0.4 | 0.1 | 0.1 | 1.5  |
| 2018–19 | Washington          | 72  | 53  | 20.8 | .616 | .333 | .781 | 6.3 | 1.3 | 0.3 | 0.9 | 10.5 |
| 2019–20 | Washington          | 46  | 36  | 24.9 | .581 | .407 | .741 | 7.2 | 1.8 | 0.5 | 1.1 | 13.2 |
| 2020–21 | Washington          | 10  | 10  | 27.1 | .648 | .429 | .667 | 6.1 | 1.5 | 0.4 | 0.8 | 14.3 |
| 2021–22 | Washington          | 27  | 9   | 16.3 | .520 | .286 | .875 | 4.0 | 0.9 | 0.2 | 0.8 | 7.4  |
| 2022–23 | LA. Lakers / Denver | 56  | 26  | 18.3 | .623 | .441 | .738 | 5.7 | 0.5 | 0.3 | 0.5 | 9.8  |
| 2023–24 | Miami               | 38  | 4   | 11.6 | .577 | .182 | .872 | 3.7 | 0.6 | 0.3 | 0.4 | 5.7  |
| Gesamt  | Gesamt              | 267 | 138 | 18.5 | .596 | .355 | .768 | 5.4 | 1.0 | 0.3 | 0.7 | 9.5  |

#### Play-offs
| Saison  | Team   | GP | GS | MPG | FG % | 3P % | FT % | RPG | APG | SPG | BPG | PPG |
| ------- | ------ | -- | -- | --- | ---- | ---- | ---- | --- | --- | --- | --- | --- |
| 2022–23 | Denver | 1  | 0  | 0.0 | —    | —    | —    | 0.0 | 0.0 | 0.0 | 0.0 | 0.0 |
| 2023–24 | Miami  | 2  | 0  | 9.0 | .714 | .000 | .667 | 2.5 | 0.5 | 0.0 | 0.0 | 6.0 |
| Gesamt  | Gesamt | 3  | 0  | 6.0 | .714 | .000 | .667 | 1.7 | 0.3 | 0.0 | 0.0 | 4.0 |